# Ricky van Wolfswinkel
Ricky van Wolfswinkel (* 27. ledna 1989, Woudenberg, Nizozemsko) je nizozemský fotbalový útočník a člen širšího kádru nizozemské reprezentace, který hostuje v klubu Betis Sevilla z Norwich City.

## Klubová kariéra
Ricky van Wolfswinkel zahájil svou profesionální fotbalovou kariéru v klubu Vitesse, kde dříve prošel mládežnickou akademií. 29. května bylo oznámeno, že přestoupil za 5 milionů eur do týmu FC Utrecht, kde podepsal tříletou smlouvu. Zájem o něj měly i větší kluby AZ Alkmaar a FC Twente, ale hráč upřednostnil Utrecht kvůli vidině pravidelného zápasového vytížení. V dresu Utrechtu si zahrál Evropskou ligy 2010/11, kde v zápase 26. srpna 2010 vstřelil hattrick skotskému celku Celtic FC a přispěl tak k vítězství 4:0. Klub se probojoval do základní skupinové fáze, kde později skončil na posledním čtvrtém místě ve své skupině a před jarními boji byl vyřazen.
Poté následovaly zahraniční angažmá, nejprve v portugalském týmu Sporting Lisabon (2011–2013) a od července 2013 v anglickém Norwich City (zde se sešel s krajanem Leroyem Ferem).
V srpnu 2014 odešel hostovat z Norwiche do francouzského prvoligového celku AS Saint-Étienne. V létě 2015 následovalo hostování ve španělském mužstvu Betis Sevilla.

## Reprezentační kariéra
Van Wolfswinkel byl členem nizozemských mládežnických výběrů v kategoriích od 19 let. V kvalifikačním zápase s domácí polskou reprezentací U21 vstřelil v říjnu 2009 v dresu nizozemské jedenadvacítky hattrick, čímž se výrazně zapsal pod vítězství svého týmu 4:0.
V nizozemském reprezentačním A-mužstvu debutoval pod trenérem Bertem van Marwijkem 11. srpna 2010 v přátelském zápase proti domácí Ukrajině na NSK Olimpijskyj v Kyjevě. Nastoupil v základní sestavě a v 70. minutě byl střídán, Nizozemci remizovali s Ukrajinou 1:1. Na další šanci si musel počkat až do 7. června 2013, kdy nastoupil do druhého poločasu přátelského zápasu s domácí Indonésií (výhra Oranje 3:0).